# Bob Jungels
Bob Jungels (Lussemburgo, 22 settembre 1992) è un ciclista su strada lussemburghese che corre per il team Ineos Grenadiers.
Professionista dal 2013, ha caratteristiche di passista-scalatore. In carriera ha vinto la Liegi-Bastogne-Liegi 2018, una tappa al Giro d'Italia 2017 e la classifica giovani della corsa rosa nel 2016 e nel 2017, una tappa al Tour de France 2022; con la squadra Etixx/Quick-Step si è inoltre imposto in due edizioni della cronometro a squadre mondiale (2016 e 2018).

## Carriera

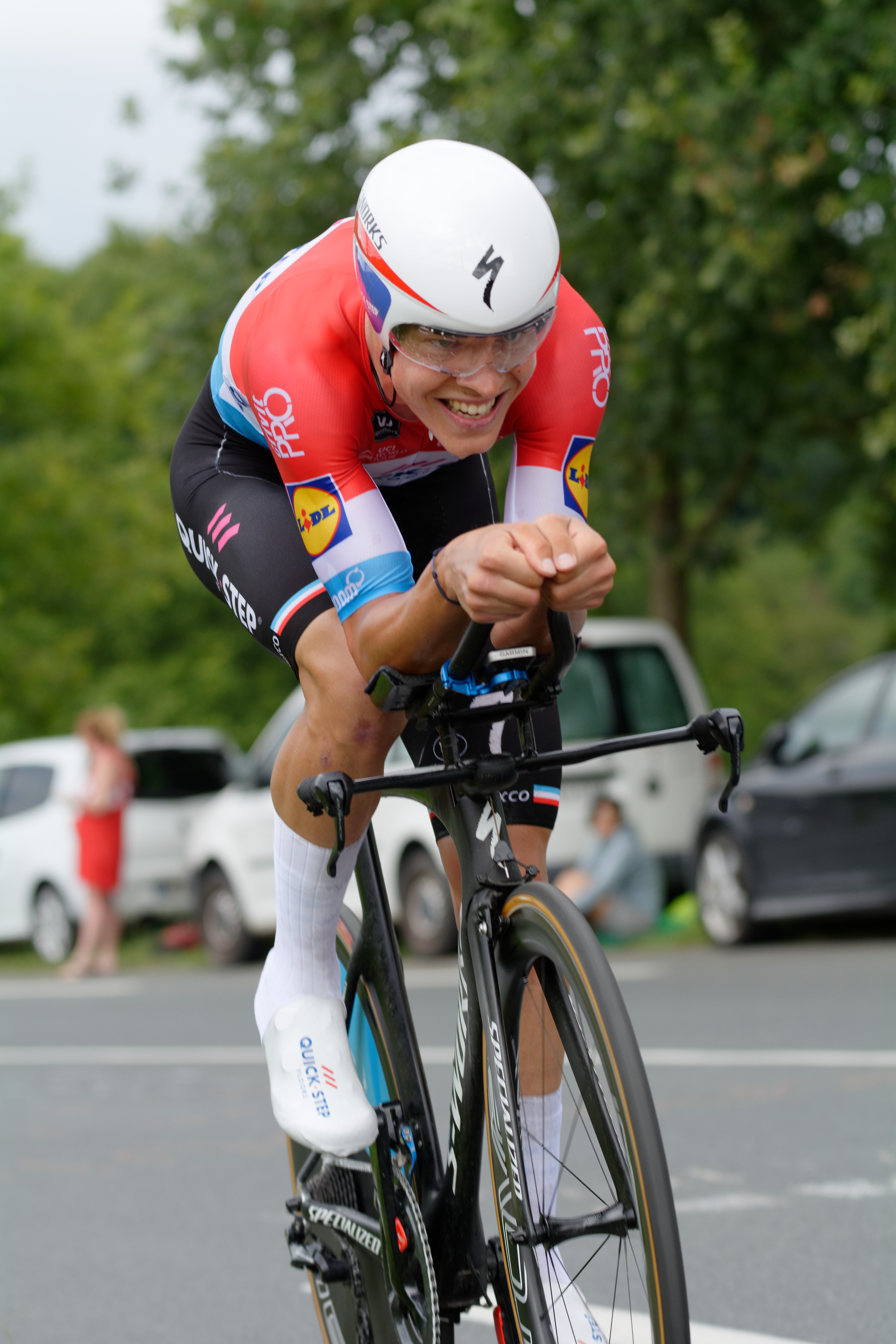
Jungels impegnato durante una prova a cronometro nella penultima tappa del Tour de France 2018.

Da Under-23 ottiene diversi successi, tra cui, nel 2012, il Triptyque des Monts et Châteaux, la Flèche du Sud e la prestigiosa Parigi-Roubaix Under-23. Passato professionista nel 2013 con il team RadioShack-Leopard, coglie già a inizio stagione la prima vittoria, nella semiclassica italiana Gran Premio Nobili Rubinetterie, al termine di una lunga fuga; durante l'anno si aggiudica anche i due titoli nazionali Elite, sia a cronometro (già vinto nel 2012), sia in linea.
Dopo un 2014 privo di vittorie, nel 2015 si aggiudica una tappa e la classifica finale dell'Étoile de Bessèges, ripete il successo in entrambe le specialità ai campionati lussemburghesi e partecipa anche al suo primo Tour de France ottennedo un quinto e quarto posto rispettivamente nella 16ª e 18ª tappa, al termine di lunghe fughe di giornata. Si piazza 27º in classifica generale, quinto tra i giovani.
A inizio 2016, appena approdato alla Etixx-Quick Step, vince una frazione al Tour of Oman e si piazza terzo, vincendo la maglia di miglior giovane, alla Tirreno-Adriatico. Nel maggio seguente, al termine della decima tappa del Giro d'Italia, indossa invece la maglia rosa di leader della classifica generale, mantenendola in totale per tre giorni. Continua a lottare per la classifica tanto che alla fine della corsa rosa si piazza sesto e vince la maglia bianca di miglior giovane. Ai seguenti Mondiali di Doha si laurea campione del mondo della cronometro a squadre, assieme ai compagni della Etixx-Quick Step.
Nel 2017 vince la maglia bianca di miglior giovane alla Tirreno-Adriatico, classificandosi quattordicesimo a 2'53" da Nairo Quintana. Alla Freccia Vallone attacca a 12 km dal traguardo, riuscendo a guadagnare circa 50" sul gruppo ma poi viene raggiunto e superato a circa 500 metri dal traguardo, concludendo la corsa trentanovesimo a 53" da Alejandro Valverde. Prende il via del Giro d'Italia come capitano della Quick-Step Floors. A una decina di km dal traguardo della 3ª tappa attacca assieme ai compagni di squadra, sfruttando il vento laterale, andando a guadagnare 10" sul resto dei favoriti e favorendo il successo del compagno Fernando Gaviria. Nella tappa successiva arriva nel gruppo dei migliori sull'arrivo in salita dell'Etna; grazie ai secondi guadagnati precedentemente va a vestire la maglia rosa con 6" su Geraint Thomas. Alla nona tappa, con arrivo in salita sul Blockhaus, accusa non poche difficoltà sulla durissima ascesa finale e perde sia la maglia rosa che diverse posizioni in classifica generale. Disputa invece un'ottima cronometro alla decima tappa piazzandosi terzo alle spalle del dominatore assoluto Tom Dumoulin e di poco dietro al britannico Geraint Thomas. Quest'ottima prova contro il tempo gli consente di recuperare del terreno perso precedentemente in classifica generale dai diretti avversari e di rientrare dunque nella lotta al podio. È protagonista nel finale della quindicesima tappa (Valdengo > Bergamo): prima cerca l'allungo solitario sullo strappo di Bergamo alta, poi riesce a cogliere il successo in una volata ristretta di 12 corridori mettendosi alle spalle Nairo Quintana e Thibaut Pinot. Con il piazzamento in ottava posizione nella cronometro finale di Milano termina il Giro all'ottavo posto a 7'04" dalla maglia rosa Tom Dumoulin ed essendo il miglior giovane nella classifica generale, conquista per la seconda volta consecutiva la maglia bianca.
Nel 2018 prepara la stagione con l'obiettivo Tour de France: in marzo partecipa alla Tirreno-Adriatico e alla Volta Ciclista a Catalunya senza cogliere alcun successo, ma solo sporadici piazzamenti. In aprile prende parte alla Classiche delle Ardenne dove si impone nella Doyenne, la Liegi-Bastogne-Liegi. Come preparazione ultima alla Grande Boucle partecipa ai campionati nazionali, vincendo entrambe le prove. In luglio si presenta al Tour de France come possibile rivelazione: nel corso delle 21 tappe non riesce sempre a tenere il passo dei migliori e termina la corsa in 11ª posizione, lontano oltre 16' dal vincitore Geraint Thomas. Dopo aver partecipato al Tour of Britain, vince il prologo all'Okolo Slovenska. In settembre è selezionato nel sestetto della Quick-Step per partecipare alla cronosquadre di Innsbruck dove vince con la squadra.

## Palmarès

### Strada
- 2009 (Juniores)

1ª tappa Internationale 3-Etappen Rundfahrt (Francoforte sul Meno > Francoforte sul Meno, cronometro)
4ª tappa Tour de Lorraine (Nilvange > Nilvange, cronometro)
Campionati lussemburghesi, Prova a cronometro Juniores
Campionati lussemburghesi, Prova in linea Juniores
- 2010 (Juniores)

1ª tappa Internationale 3-Etappen Rundfahrt (Francoforte sul Meno > Francoforte sul Meno, cronometro)
Classifica generale Internationale 3-Etappen Rundfahrt
1ª tappa Vuelta al Besaya (Los Corrales de Buelna > Mercadal)
Classifica generale Vuelta al Besaya
Campionati lussemburghesi, Prova a cronometro Juniores
Campionati lussemburghesi, Prova in linea Juniores
Campionati del mondo, Prova a cronometro Juniores
Classifica generale Grand Prix Rüebliland
1ª tappa Keizer der Juniores (Ieper > Ieper)
2ª tappa, 1ª semitappa Keizer der Juniores (Wulpen > Wulpen, cronometro)
Classifica generale Keizer der Juniores
- 2011 (Under-23, Union Cycliste de Dippach)

Grand Prix Faber
Giochi dei piccoli stati d'Europa, Prova in linea
Giochi dei piccoli stati d'Europa, Prova a cronometro
Campionati lussemburghesi, Prova a cronometro Under-23
Campionati lussemburghesi, Prova in linea Under-23
- 2012 (Leopard-Trek Continental Team, sei vittorie)

Classifica generale Triptyque des Monts et Châteaux
4ª tappa Flèche du Sud (Tétange > Rumelange, cronometro)
Classifica generale Flèche du Sud
Parigi-Roubaix Espoirs
Campionati lussemburghesi, Prova a cronometro
4ª tappa Giro della Valle d'Aosta (Antey-Saint-André > Antey-Saint-André)
- 2013 (RadioShack-Leopard, quattro vittorie)

Gran Premio Nobili Rubinetterie
4ª tappa Giro del Lussemburgo (Mersch > Lussemburgo)
Campionati lussemburghesi, Prova in linea
Campionati lussemburghesi, Prova a cronometro
- 2015 (Trek Factory Racing, quattro vittorie)

5ª tappa Étoile de Bessèges (Alès > Alès, cronometro)
Classifica generale Étoile de Bessèges
Campionati lussemburghesi, Prova in linea
Campionati lussemburghesi, Prova a cronometro
- 2016 (Etixx-Quick Step, tre vittorie)

1ª tappa Tour of Oman (Oman Exhibition Center > Al-Bustan)
Campionati lussemburghesi, Prova in linea
Campionati lussemburghesi, Prova a cronometro
- 2017 (Quick Step-Floors, due vittorie)

15ª tappa Giro d'Italia (Valdengo> Bergamo)
Campionati lussemburghesi, Prova in linea
- 2018 (Quick Step-Floors, quattro vittorie)

Liegi-Bastogne-Liegi
Campionati lussemburghesi, Prova in linea
Campionati lussemburghesi, Prova a cronometro
Prologo Okolo Slovenska (Poprad > Poprad, cronometro)
- 2019 (Quick Step-Deceuninck, quattro vittorie)

4ª tappa Tour Colombia (Medellín > Medellín)
Kuurne-Bruxelles-Kuurne
Campionati lussemburghesi, Prova in linea
Campionati lussemburghesi, Prova a cronometro
- 2020 (AG2R Citroen La Mondiale, una vittoria)

Campionati lussemburghesi, Prova a cronometro
- 2022 (AG2R Citroen La Mondiale, due vittorie)

Campionati lussemburghesi, Prova a cronometro
9ª tappa Tour de France (Aigle > Châtel-Portes du Soleil)
- 2025 (Ineos Grenadiers, due vittorie)

Campionati lussemburghesi, Prova a cronometro
5ª tappa Giro d'Austria (Feldkirch > Feldkirch)

#### Altri successi
- 2010 (Juniores)

Classifica scalatori GP Général Patton
- 2012 (Leopard-Trek Continental Team)

Classifica a punti Triptyque des Monts et Châteaux
Classifica scalatori Triptyque des Monts et Châteaux
Classifica giovani Giro della Regione Friuli Venezia Giulia
Classifica giovani Flèche du Sud
- 2016 (Etixx-Quick Step)

Classifica giovani Tirreno-Adriatico
Classifica giovani Giro d'Italia
Campionati del mondo, Cronosquadre
- 2017 (Quick-Step Floors)

Classifica giovani Tirreno-Adriatico
Classifica giovani Giro d'Italia
- 2018 (Quick Step-Floors)

Campionati del mondo, Cronosquadre

### Ciclocross
- 2008 - 2009 (Juniores)

Grand Prix de la Commune de Niederanven
Grand Prix Julien Cajot
Campionati lussemburghesi, prova Juniores
- 2009 - 2010 (Juniores)

Campionati lussemburghesi, prova Juniores

## Piazzamenti

### Grandi Giri
- Giro d'Italia

2016: 6º
2017: 8º
2019: 33º
2023: 39º
- Tour de France

2015: 27º
2018: 11º
2020: 43º
2022: 11º
2023: 26º
2024: 37º
- Vuelta a España

2014: non partito (19ª tappa)
2017: 42º
2022: 50º

### Classiche monumento
- Milano-Sanremo

2014: 87º
2020: 72º
2022: 52º
- Giro delle Fiandre

2019: 16º
2022: 56º
2025: 109º
- Parigi-Roubaix

2013: 84º
- Liegi-Bastogne-Liegi

2014: 62º
2015: 82º
2018: vincitore
2020: 94º
2022: 57º
2024: 45º
2025: ritirato
- Giro di Lombardia

2017: ritirato
2018: ritirato
2019: 52º
2023: 67º
2024: ritirato

### Competizioni mondiali
- Campionati del mondo su strada

Mosca 2009 - Cronometro Juniores: 19º
Offida 2010 - Cronometro Juniores: vincitore
Offida 2010 - In linea Juniores: 27º
Copenaghen 2011 - Cronometro Under-23: 16º
Limburgo 2012 - Cronometro Under-23: 12º
Limburgo 2012 - In linea Under-23: 102º
Toscana 2013 - Cronosquadre: 5º
Toscana 2013 - Cronometro Elite: 33º
Toscana 2013 - In linea Elite: ritirato
Doha 2016 - Cronosquadre: vincitore
Doha 2016 - Cronometro Elite: 10º
Doha 2016 - In linea Elite: ritirato
Bergen 2017 - Cronosquadre: 4º
Bergen 2017 - Cronometro Elite: 11º
Bergen 2017 - In linea Elite: 71º
Innsbruck 2018 - Cronosquadre: vincitore
Innsbruck 2018 - Cronometro Elite: 23º
Innsbruck 2018 - In linea Elite: ritirato
Yorkshire 2019 - Cronometro Elite: 34º
Yorkshire 2019 - In linea Elite: ritirato
Wollongong 2022 - In linea Elite: 45º
Zurigo 2024 - In linea Elite: 65º
- Campionati del mondo di ciclocross

Hoogerheide 2009 - Juniores: 44º
Tabor 2010 - Juniores: 17º

### Competizioni europee
- Campionati europei

Hooglede-Gits 2009 - In linea Juniores: 60°
Offida 2011 - Cronometro Under-23: 2°
Offida 2011 - In linea Under-23: 10°
Goes 2012 - Cronometro Under-23: 2°
Goes 2012 - In linea Under-23: 94°
Plumelec 2016 - Cronometro Elite: 27°